# 黑历史
黑历史（日语：黒歴史）是最早出现在日本动画《∀高达》中的一个术语。在作品中，它指的是远古时期被封印的宇宙战争的历史。
“黑历史”在剧中被定义为包含在高达系列中描绘的所有故事，既包括《机动战士高达》时代的“宇宙世纪”，也包括此前和之后被视为不同世界的作品。富野由悠季在《∀高达》中提出了一种新的视角，将“宇宙世纪”和其他作品群的历史都包容在内，统称为“黑历史”。
随着网络的流行，“黑历史”逐渐被用来形容可以忽视、不愿被提及的过去，成为一种广泛使用的表达方式。

## 解释
作为由日升工作室制作的日本电视动画《∀高达》中出现的一个词汇，“黑历史”在剧中是远古宇宙文明时代长久以来不断重复的无数次太空战争史的总称。《∀高达》讲述了从黑历史最后的大灾难之后，经过数千年的时间的复兴，逐渐恢复一定生活和文明水平的“正历”时代的故事。在《∀高达》中，描述了黑历史时代最后的高达——∀高达通过散布到地球各处被称为“月光蝶”的纳米机器的作用，使人类文明遭受了巨大的打击，已经衰退了工业革命之前的水平。
《∀高达》的导演富野由悠季表示，“‘∀’这个符号还包含了‘之后’的意思，因此《∀高达》之后的作品也被包含在内。要到达《∀高达》的时代，甚至再制作100部高达作品也有足够的时间”。负责设定的森田繁在接受采访时表示，这是为了将各个高达作品整合为一个世界而设计的设定。并且在制作过程中，他们还为每部作品制作了跨越1万年时间的纪年表。
由日升公司监修的漫画《∀高达 月之风》（作者：安田朗）中也提到了《机动战士高达SEED》系列所处的宇宙纪元世界也被包含在黑历史内。在塑料模型MG版Turn X的说明书中指出，《∀高达》的黑历史不仅涵盖了之后发布《机动战士高达SEED》、《机动战士高达00》以及《机动战士高达AGE》等，还包括未来将发布的高达作品，但《高达创战者》被认为排除在外。此外，虽然在正篇中没有描写，但在企划的初期阶段，设定中也包括了《SD高达系列》的世界，甚至有过在环形山发掘SD型机动战士的设想。
富野表示：“如果要描绘《∀高达》之后的高达作品，我会亲自制作。正因为有这样的设定，罗兰和迪亚娜的故事在《∀高达》中得到了完结，但关于高达的部分并未触及。‘环形山’（マウンテンサイクル）的设定也是为了避免明确表达‘从何时何地之后’而特意设计的。”

### 《G之复国运动》的时间序列设定
在《∀高达》之后多年发布的由富野由悠季执导的作品《高达 G之复国运动》中，故事发生的“再生世纪”（リギルドセンチュリー）曾在官方相关书籍中被介绍为位于《∀高达》所描绘的“正历”之前的时代。然而，富野由悠季后来在一场座谈会上表示，他在制作《G之复国运动》时，设想其故事发生在《∀高达》大约500年之后。
同时，富野也提到他个人并没有单独决定整个系列设定的权力，并表示：“（官方发布了与自己观点不同的时间线）那也没关系。”他还说：“大家可以根据自己的理解构建一个‘高达全史’之类的东西。”但他也补充道：“如果在那时《G之复国运动》的位置能够像我刚才所说的那样（即《∀高达》之后是《G之复国运动》），我会很高兴。”对此，作为对话主持人的日升公司制作人小形尚弘回应道：“我想会有机会整理这些内容。今天大家听到的就先放在心里吧，或许在下次某个机会时，这些设定会悄然成真。”
富野的构想与官方此前公开的时间线设定有所不同（即《G之复国运动》在《∀高达》之前）。同时，《G之复国运动》中，宇宙世纪被视为“约1000年前的前纪元”，“宇宙世纪灭亡后的约4000年”，而从《G之复国运动》的新纪元来看，高达世界则是“3000到4000年前的太古传说”，宇宙世纪则被视为“大约一万年前的古老故事”（《高达》中大约是5000年前）。不过，富野也谈到了这一点，他表示：“这只是一个从时代和每部作品的角度来看可以被视为‘黑历史’的故事，而且故事发生的年代已经有很多年了。”

## 剧中的描绘
《∀高达全记录集》（∀ガンダム全記録集）中记载了“超光速推进机关”“纳米机器”的实用化以及通过“超空间交通系统”实现的太阳系与其他恒星系移民者的交流等高级技术和文明的历史。与之相关的事件包括“超空间扰动”（某种类型的恐怖主义、灾难或战争，阻碍了太阳系和其他恒星系统通过超空间运输系统之间的相互作用）和“DG细胞灾难”（自我传播、自我传播、自我复制）。据说，过去曾发生过人为灾难和灾难，例如恐怖分子干预旨在通过修复恢复环境污染的纳米机器计划而造成的一级。
《宇宙世紀高達藍光圖書館》（U.C.ガンダムBlu-rayライブラリーズ）影像特典《机动战士高达：生命光辉编年史U.C.》（機動戦士ガンダム 光る命 Chronicle U.C.）中，∀高达启动了月光蝶，消灭宇宙世纪的文明历史。

## “黑历史”作为网络术语
最初，“黑历史”一词被以动漫为中心的亚文化和类似领域的爱好者们以口语化地使用，但是在电子公告板等地方广泛普及后，就已成为一种互联网俚语。由此引申，“黑历史”作为俚语开始被用来指代“想要被当作没有发生的事情”或“被当作没有发生的事情”。并且从2022年开始，这个词还被收录进字典，用来表示“被隐藏的历史”的意思。
产品的黑历史
2017年，日清食品推出了“夏日面条”、“豚北高汤碾茶乌冬面”和“热带UFO”三种当时销量不佳的产品，被称为“黑历史”三重奏。影片的自嘲式命名，大胆地称之为《黑暗历史》，成为社交媒体上的热门话题，但销量却并不高。

## 其他用途
英语中的“Black history”通常与《∀高达》没有关系，而是指“黑人历史”。因此，在《∀高达》的英文版中，“黑历史”并未翻译为“Black history”，而是使用了“Dark history”。此外，在中国、韩国等汉字文化圈中，“黑历史”一词直接以各国的语言发音使用。特别是在韩国，这个词已经在中老年群体中普及，意指“想要忘记或抹去的令人羞愧的过去”，并且有时会在新闻等公共场合使用。

## 脚注

### 注解
1. ↑  2013年9月8日《朝日新聞》的“天声人语”栏目中，将“黑历史”定义为“无法对人诉说、不希望被人知道的过去，想要当作从未发生的失败等”。其来源被描述为“从人气动画中使用的术语，逐渐演变为俗语并广泛传播”。